# Chervétite
La chervétite est une espèce minérale formée de pyrovanadate de plomb de formule Pb2V5+2O7.

## Inventeur et étymologie
Décrit par Bariand et al. en 1963, dédié au minéralogiste français Jean Chervet (1904-62).

## Topotype
- Mine de Mounana, Franceville, Haut-Ogooué, Gabon.
- Les échantillons de référence sont déposés à l’école des mines de Paris.

## Cristallographie
La chervétite cristallise dans le groupe d'espace monoclinique P21/a (Z = 4).
- Paramètres de la maille conventionnelle : {\displaystyle a} = 13,37 Å, {\displaystyle b} = 7,16 Å, {\displaystyle c} = 7,11 Å, β = 104,92° ; V = 654,27 Å3
- Densité calculée = 6,38 g/cm3

Les cations Pb2+ sont distribués sur deux sites non-équivalents : Pb1 est entouré par 8 anions O2−, Pb2 par 9 anions O2−, avec une longueur de liaison Pb-O moyenne de 2,72 Å. Les cations V5+, distribués sur deux sites non-équivalents, sont en coordination tétraédrique déformée d'O2−, avec une longueur de liaison V-O moyenne de 1,75 Å. Les tétraèdres VO4 sont reliés entre eux par un sommet et forment des dimères isolés V2O7.

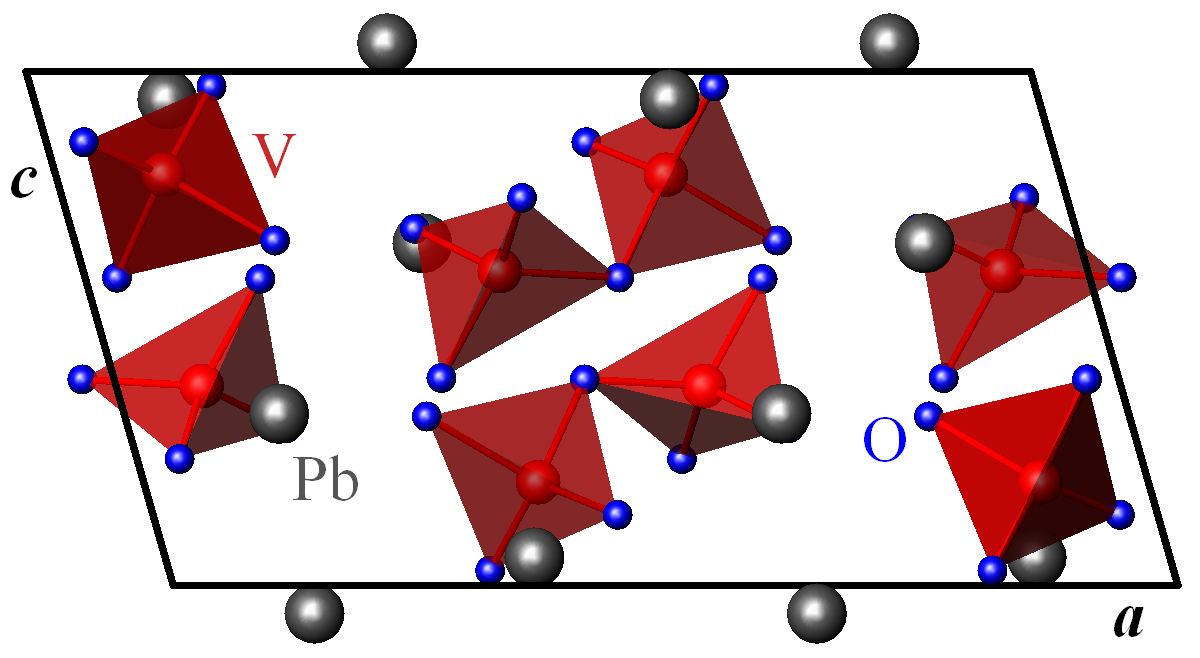
Structure de la chervétite, projetée sur le plan (a, c). Gris : Pb, rouge : V, bleu : O.

## Gîtologie
Dans les zones d’oxydation du dépôt de vanadium et uranium plombifères.

### Minéraux associés
- Francevillite, mounanaïte, wulfénite (Franceville, Gabon)
- Cuprite, dioptase,  heyite, malachite, mottramite, planchéite, vanadinite (Kusu, Zaïre)

## Gisements
Il n'existe que très peu d'occurrences de ce minéral :
- Allemagne :

Saint-Andréasberg, Harz, Basse Saxe ;
- États-Unis :

Huron River uranium prospect, Huron River, Comté de Baraga, Michigan ;
Ruth mine, Goodsprings District, Comté de Clark, Nevada ;
- Gabon :

Mine de Mounana, Franceville, Haut-Ogooué ;
- Tchéquie :

Mine Alexander, Vrančice, Příbram, Bohème.